# Léon Houtart
Cet article possède un paronyme, voir Houdart.
 (janvier 2019).
Justin Léon Charles Houtart (Charleroi, 28 décembre 1817 - Houdeng-Gœgnies, 12 mai 1889) est un industriel et homme politique belge.

## Biographie
Il est le fils de Henri Houtart, maître de verreries, et de Marie Lejuste. Il épouse Léocardie Thiriar.
Comme son cousin François Houtart-Cossée et selon la tradition familiale, il est industriel verrier.
Il est directeur et fondateur de la Société Léon Houtart (1874-1884), devenue Société des Verreries Houtart à La Louvière (1885-1889).
En 1870 il est choisi comme député libéral pour l'arrondissement de Charleroi et remplit ce mandat jusqu'en 1886.
Il est commémoré par une rue de Houdeng-Gœgnies.